# یارووویه
شهر یارووویه (به روسی: Яровое) در کشور روسیه و در کرای آلتایی واقع شده‌است.